# Open Document Management Alliance
Die Open Document Management Alliance (ODMA) ist ein IT-Konsortium für Standards im Bereich Dokumentenmanagementsysteme (DMS) und Herausgeberin der ODMA Specification. Aktuelle Version seit dem 17. September 1997 ist die ODMA 2.0 Specification.
Mit der „Open Document Management API“ wird für DMS-Clients eine einheitliche Schnittstelle zum Zugriff auf Dokumentenmanagementsysteme definiert, mittels ODMA können Desktop-Anwendungen wie Microsoft Word oder AutoCAD transparent, hersteller- und produktübergreifend ein entsprechendes DMS nutzen. 
ODMA wird von vielen großen Unternehmen unterstützt und implementiert, unter anderem von IBM, Microsoft, Xerox und Lotus.